# Todo lo que tú quieras
Todo lo que tú quieras és una pel·lícula dirigida per Achero Mañas, i protagonitzada per Juan Diego Botto i Najwa Nimri.

## Sinopsi
La família Velasco, composta per Leo, Alicia i la seva petita filla Dafne, de quatre anys, viu una vida tranquil·la a la ciutat de Madrid. Alicia és, habitualment, la persona encarregada de la cura i l'educació de la nena. Durant les vacances de Nadal Alicia mor, inesperadament, després d'un atac d'epilèpsia, deixant al seu marit sol amb la seva filla. Llegeixo, home conservador i homòfob, cuida de la petita com millor pot. Dafne, molt afectada per l'absència de la seva mare, reclamarà contínuament la figura materna. Llegeixo, amb l'únic objectiu de buscar la felicitat de Dafne, serà capaç de renunciar a si mateix, lluitant contra els seus propis prejudicis, fins al punt de perdre la seva pròpia identitat.

## Repartiment
- Juan Diego Botto com a Leo
- Ana Risueño com a Alícia
- José Luis Gómez com a Alex
- Pedro Alonso com a Pedro
- Lucía Fernandez com a Dafne
- Najwa Nimri com a Marta

## Naixement del projecte
El projecte de la pel·lícula va sorgir a Nova York (EUA), on Mañas ha viscut els últims anys per a estar a prop de la seva filla de 15 anys, i on va veure com queia un projecte cinematogràfic sobre la guerra de l'Iraq que tenia preparat, amb una inversió d'uns 80 milions de dòlars.

## Guió
Tradicionalment, les dones, abocades a cura dels nens, han hagut de compaginar la seva activitat laboral amb la vida familiar. Els homes, en canvi, han deixat la cura dels fills a les seves dones. Però les coses han canviat i els homes han començat a participar d'una manera molt més activa en les labors domèstiques i en el paper que exerceixen amb els seus fills.
En el cas de la família Velasco, l'estructura familiar és bastant tradicional, però la defunció d'Alicia per un atac d'epilèpsia alterarà l'estructura. "Tot el que tu vulguis" planteja l'esforç d'un home per dur a terme aquest canvi, que l'afectarà en el més profund del seu ser.

## Música
La música ha estat composta per Leiva, del grup Pereza, per a qui posar música a 'Todo lo que tú quieras' li ha semblat una aventura nova en la seva carrera musical. "Sóc un intrús al cinema", va afirmar el músic, qui després d'escriure una cançó i donar-li el 'OK' Mañas s'ha llançat a escriure "música molt crua, minimalista, sense caure en el melodrama".